# Xiphophorus xiphidium
Xiphophorus xiphidium, vrsta malene slatkovodne ribe koja nastanjuje mirne i spore vode kao i močvare i bare riječnog sistema Rio Soto La Marina u meksičkoj državi tamaulipas. Naraste najviše 4 do 5 centimetara, a prosječno 3 centimetra.
Opisana je 1932. i klasificirana porodici Poeciliidae. Službenog trgovačkog naziva nema, ali postoji nekoliko narodnih naziva, u Meksiku je nazivaju Espada del Soto La Marina, a engleski naziv za nju je Swordtail platyfish. Ribarima i ribičima nije interesantna.